# Balabac
Balabac – wyspa na Filipinach, w prowincji Palawan.
Ludność wyspy zajmuje się rybołówstwem oraz uprawą ryżu i palmy kokosowej.